# КК Ртањ
КК Ртањ, познат и као КК Ртањ Бољевац је кошаркашки клуб из Бољевца. 

## Опште информације
Клуб се тренутно такмичи у Првој регионалној лиги Србије. Основан 1980. године и добио је име по Ртњу, планини у источној Србији.
У млађим категоријама клуба каријеру је започео кошаркаш Бобан Марјановић.

## Трофеји и награде
- Прва регионална лига Србије
  - Победници (2): 2015/16,[2][3] 2017/18.[4]